# Табуизмы
Табуи́змы (табуированная лексика, слова-табу) — это слова, выражения, звуки, ограниченные в использовании или запрещённые ввиду социальных или религиозных традиций в языке или определённом круге общения.

## Происхождение
Табуизмы — древнейшее лингвистическое явление, появившееся как результат суеверных убеждений первых людей в том, что слова имеют магическую силу. Язык делился на две части: сокровенную и общую. По мнению древних людей, использование в речи сокровенных слов (или слов-табу) обрекало говорящего (а иногда и целые селения) на смерть. Чаще всего табуировали то, чего боялись: диких животных, богов, болезни. Чтобы не навлечь на себя гнев медведя, его называли хозяином, лесником, иногда просто местоимением «он». Английское слово «brown» буквально значит «коричневый», как и соответствующая русская замена названию животного «бурый».

## Лингвистические табуизмы

### Ненормативная лексика
Ненормативная лексика (также нецензурные выражения, мат) — невежливая, грубая лексика. Чаще всего используется для оскорбления или выражения негодования. В интеллигентном обществе нецензурная брань считается табу и подвергается цензуре либо самим оратором, либо авторитетом.
В большинстве случаев мат этимологически происходит от табуированных объектов: частей тела, экскрементов, секса. Однако не стоит считать, что все ссылки на эти явления являются проявлением ненормативной лексики. В книге Кита Аллана и Кейт Барридж «Запрещённые слова: табу и цензура языка» было высказано мнение, что статус лексики зависит от того, используется она в переносном или же буквальном значении.

## Нелингвистические табуизмы
Нелингвистические табуизмы — слова или выражения, которые считаются неприемлемыми в силу социального контекста. В отличие от ненормативной лексики они не являются оскорбительными. Их использование ограничено только при конкретных обстоятельствах и в определённых кругах.

### Табуизмы в религии
Религия играет основополагающую роль в становлении табуизмов, о чём свидетельствует сама этимология слова: в тонганском языке «тапу» означает «запрещённый, священный». В большинстве религий слова, произнесённые вслух, наделены сверхъестественными способностями (молитвы, заклинания). Табуированные выражения появляются с целью заменить опасные или слишком сакральные понятия.

### Табуизмы в именах
Люди издавна верили в потустороннюю силу имени. Считалось, что использование имени при определённых обстоятельствах или вкупе с магическими словами может серьёзно навредить человеку, например, навлечь беду или даже привести к смерти. Во многих культурах было принято давать ребёнку два имени: первое, которое могут произносить все, и второе, табуированное, которое знали только члены семьи, племени или общины. Так, в семье Мусоргских двое первых детей умерли совсем младенцами. Родители, опасаясь проклятья и стараясь уберечь третьего ребёнка от злых духов, дали старшему брату композитора два имени: Филарет (явное имя) и Евгений (тайное) Также зафиксированы случаи, когда случайно произнесённое вслух секретное имя могло привести к самоубийству человека или его изгнанию из социума.
В страхе призвать Сатану, произнеся вслух его имя, люди начали использовать выражения «злой дух», «князь тьмы», «враг». Также в христианской религии можно наблюдать использование священных табу: Бог — отец; Иисус — Сын Божий, Мессия; Дева Мария — Святая Дева, Матерь Божья. Таким образом люди отделяли мирское от божественного и не называли имя Господа «в суе».

## Эвфемизмы
Эвфемизмы — логическое продолжение табуизмов. Эвфемизмы используются для того, чтобы избежать явного упоминания слов-табу, которые могут быть расценены негативными, смущающими или вызывающими дискомфорт у говорящего или слушающего.
Крупным блоком в эвфемизмах является название болезней. Например, в страхе перед чумой люди называли её чёрной смертью. Многие избегают использования слова «даун», приобрётшее в обществе негативную окраску, хотя на самом деле это медицинский термин, диагноз синдрома Дауна.
Эвфемизмы часто используются, чтобы уменьшить серьёзность военных преступлений, оправдать аморальные события истории. В нацистской Германии была разработана целая система языка, смягчающая деятельность фашистов. Например, под выражением «окончательное решение еврейского вопроса» подразумевалось массовое уничтожение евреев; под словосочетанием «допрос с пристрастием» — пытка; «акция» — массовый расстрел.

## Функция словообразования
Одной из важнейших функций языковых табу является словообразование. В поиске новых способов передать мысль люди прибегали к изобретению новых слов, поиску логических связей, заимствовали выражения соседних народов. Так в общинах, говорящих на языке нгуни, замужним женщинам было запрещено использовать слова, по звучанию схожие с именем тестя. Поэтому часть фонетики, а именно щёлкающие согласные, была заимствована из соседних языков зулу, коса.
Языки, в которых явно прослеживается это явление:
- Салишские языки[10],
- Банту[11],
- Тиви[12],
- Харуай[англ.][13].

## Табуизмы в массовой культуре
Один из ярчайших примеров табуизмов в массовой культуре — имя Волан-де-Морта, героя серии фантастических романов «Гарри Поттер», написанных Джоан К. Роулинг. По сюжету истории волшебники боялись тёмного колдуна, и, даже думая, что он умер, никогда не произносили его имени, заменяя его на «Тот-Кого-Нельзя-Называть» или «Сам-Знаешь-Кто».
В романе «Рассказ служанки» и одноимённом сериале канадская писательница Маргарет Этвуд представляет альтернативное антиутопическое будущее, в котором слова «гей», «лесбиянка», «стерильный», «аборт» были под строгим запретом. Люди, произносившие их, строго карались законом.
Отдельного внимания заслуживают слова-табу времен СССР. В стране, построенной на жестких законах социализма, такие слова как «джаз» («От саксофона до ножа один шаг»), «секс» («В СССР секса нет») были строго запрещены. Под отдельную категорию попадали слова, связанные с репрессиями Сталина: «Гулаг», «чёрный воронок», «Солженицын», «самиздат». Реалии советского общества ярко отражены в таких произведениях, как «Архипелаг ГУЛАГ» Александра Солженицына, «Реквием» Анны Ахматовой, «Соловки. Коммунистическая каторга или место пыток и смерти» Ивана Зайцева, а фильмах «Стиляги», «Комиссар» и др.

## Критика
Вопрос об актуальности архаических табуизмов находится под вопросом. Общество с каждым поколением становится все более раскрепощенным и либеральным, люди перестают верить в потусторонние силы, объясняя большинство ранее неизведанных явлений научными фактами. В современном мире табуизмы в их первозданном смысле слова постепенно утрачивают свое былое значение. Теперь люди отказываются от использования слов не из-за страха перед злыми духами, а с целью убрать из речи грубые, некорректные понятия. Магическая функция табуизмов перерастает в этикетную. Однако можно ли утверждать, что желание смягчить речь, сделать её более корректной (например, вместо прилагательного «старый» часто используется прилагательное «пожилой») — явление табуистическое? Стоит ли рассматривать это как естественную эволюцию термина или же необходимо ввести новую научную терминологию? На сегодняшний день вопросы остаются открытыми.